# Campionati mondiali di pattinaggio di velocità su distanza singola 2025 - Inseguimento a squadre femminile
L'evento dei inseguimento a squadre femminile dei campionati mondiali di pattinaggio di velocità su distanza singola 2025 si è svolto il 14 marzo 2025 al Vikingskipet di Hamar, in Norvegia.

## Risultati
| Pos | Pair | Corsia | Nazione                                                            | Tempo      | Diff   |
| --- | ---- | ------ | ------------------------------------------------------------------ | ---------- | ------ |
| 1   | 4    | c      | Paesi Bassi Joy Beune Antoinette Rijpma-de Jong Marijke Groenewoud | 2:56.09 TR |        |
| 2   | 3    | s      | Giappone Miho Takagi Ayano Sato Momoka Horikawa                    | 2:58.55    | +2.46  |
| 3   | 1    | s      | Canada Ivanie Blondin Valérie Maltais Isabelle Weidemann           | 3:00.74    | +4.65  |
| 4   | 4    | s      | Germania Lea Sophie Scholz Josephine Schlörb Josie Hofmann         | 3:01.27    | +5.18  |
| 5   | 3    | c      | Stati Uniti Brittany Bowe Mia Manganello Greta Myers               | 3:02.25    | +6.16  |
| 6   | 2    | c      | Norvegia Ragne Wiklund Aurora Grinden Løvås Hanna Svenni           | 3:03.98    | +7.89  |
| 7   | 1    | c      | Cina Yang Binyu Ahenaer Adake Jin Wenjing                          | 3:06.54    | +10.45 |
| 8   | 2    | s      | Italia Francesca Lollobrigida Giorgia Aiello Alice Marletti        | 3:07.45    | +11.36 |